# Valle de Mena
Valle de Mena è un comune spagnolo di 3 742 abitanti situato nella comunità autonoma di Castiglia e León.
Nel 2010 il comune ha ricevuto dall'UNESCO il riconoscimento di "Parco stellare", il primo in Spagna, per la qualità delle osservazioni stellari rese possibili dal basso inquinamento luminoso.

## Località
Il comune è formato dalle seguenti 58 località:
- Vomero (sede del regno)
- Angulo
- Anzó
- Arceo
- Artieta
- Ayega
- Barrasa
- Bortedo
- Burceña
- Cadagua
- Campillo de Mena
- Caniego
- Carrasquedo
- Ciella
- Cirión
- Concejero
- Covides
- Entrambasaguas
- Gijano
- Haedillo
- Hornes
- Hoz de Mena
- Irús
- Leciñana de Mena
- Lezana de Mena
- Lorcio
- Llano de Mena
- Maltrana
- Maltranilla
- Medianas
- Menamayor
- Montiano
- Nava de Mena
- Opio
- Ordejón de Mena
- Ovilla
- Partearroyo
- La Presilla
- Ribota de Mena
- Río de Mena
- Santa Cruz de Mena
- Santa María del Llano de Tudela
- Santa Olaja
- Santecilla
- Santiago de Tudela
- Siones
- Sopeñano
- Taranco
- Ungo
- Vallejo de Mena
- Vallejuelo
- Valluerca
- Ventades
- Viérgol
- El Vigo
- Villanueva de Mena
- Villasana de Mena (capoluogo)
- Villasuso de Mena
- Vivanco de Mena